# Rajjatwari
Rajjatwari (रैयतवाड़ी) – system podatkowy właściwy dla terenów wiejskich wprowadzony w prowincjach Bombaj i Madras w Indiach przez brytyjskich kolonizatorów. Rolnik (l.poj. rajjat) otrzymywał prawo do bezterminowej dzierżawy ziemi, którą dotychczas uprawiał i sam bezpośrednio dokonywał wpłat podatku na rzecz władz.

## Literatura przedmiotu
- Mrozek Bogusław, Powstanie systemów zamindari i rajjatwari w rolnictwie indyjskim na przełomie XVIII i XIX wieku (Przegląd Orientalistyczny, 1958 nr 1–4 [25–28])